# Mia Westerblad
Maria "Mia" Westerblad, född 15 mars 1983, är en svensk fotbollsspelare (forward/mittback) som spelade i Stattena IF. Westerblad var en starkt bidragande faktor till att Stattena IF gick upp i damallsvenskan inför säsongen 2009. Hon gjorde 21 mål under säsongen 2008 i division 1 södra. Efter uppflyttningen meddelade Westerblad att hon slutar med fotbollen för att fokusera på sin familj. Har sedan 2011 gjort comeback i Hittarps IK:s damlag som spelande tränare. Hittarps IK spelar 2018 i div 2. Säsongen 2017 kom hon trea i skytteligan med sina 18 mål. Maria Westerblad har skrivit på för en säsong till.

## Klubbar
- Helsingborgs IF (2021)
- Högaborgs BK (2020)
- Hittarps IK (2009–2019)
- Stattena IF (2007–2008)
- Malmö FF (1999–2006)
- Stattena IF (1999)
- Ödåkra IF (1988–1998, moderklubb)